# Xavier Lorgeré
Xavier Lorgeré, né le 20 mai 1985 à Strasbourg, est un joueur de handball français qui a joué à US Ivry de 2010 à 2014 au poste de demi-centre et d'arrière-gauche.
Il n'a aucune sélection en équipe de France.